# Dracon (legiuitor)
 Dracon (în greaca veche Δράκων / Drákôn)  a fost un legiuitor atenian din secolul al VII-lea î.Hr.
Tesmotet la Atena, sub arhontele Aristaichmos (cca. 621 î.Hr.), a primit puteri extraordinare, fiind însărcinat de cetate cu fixarea în scris a legilor cutumiare în circulație. Legile lui Dracon au rămas proverbiale în Antichitate pentru severitatea lor. A venit cu legislația Talionului. Legislația lui reprezintă prima încercare  de codificare a dreptului atenian. Principala sa contribuție o constituie stipularea preluării și judecării de către tribunale a cazurilor de omucidere (la care, pentru prima oară, se face distincția dintre actul premeditat și cel involuntar), prin care se limita dreptul gentilic al talionului. 
Preconizând pedeapsa cu moartea în cazul unor delicte minore, legile lui Dracon au rămas proverbiale în antichitate pentru severitatea lor, astfel încât retorul Demades afirma că ele „nu au fost scrise cu cerneală, ci cu sânge”.